# Ecnomus kitabal
Ecnomus kitabal là một loài Trichoptera trong họ Ecnomidae. Chúng phân bố ở miền Australasia.